# Phường 7, thành phố Bạc Liêu
Phường 7 là một phường cũ thuộc thành phố Bạc Liêu, tỉnh Bạc Liêu, Việt Nam.

## Địa lý

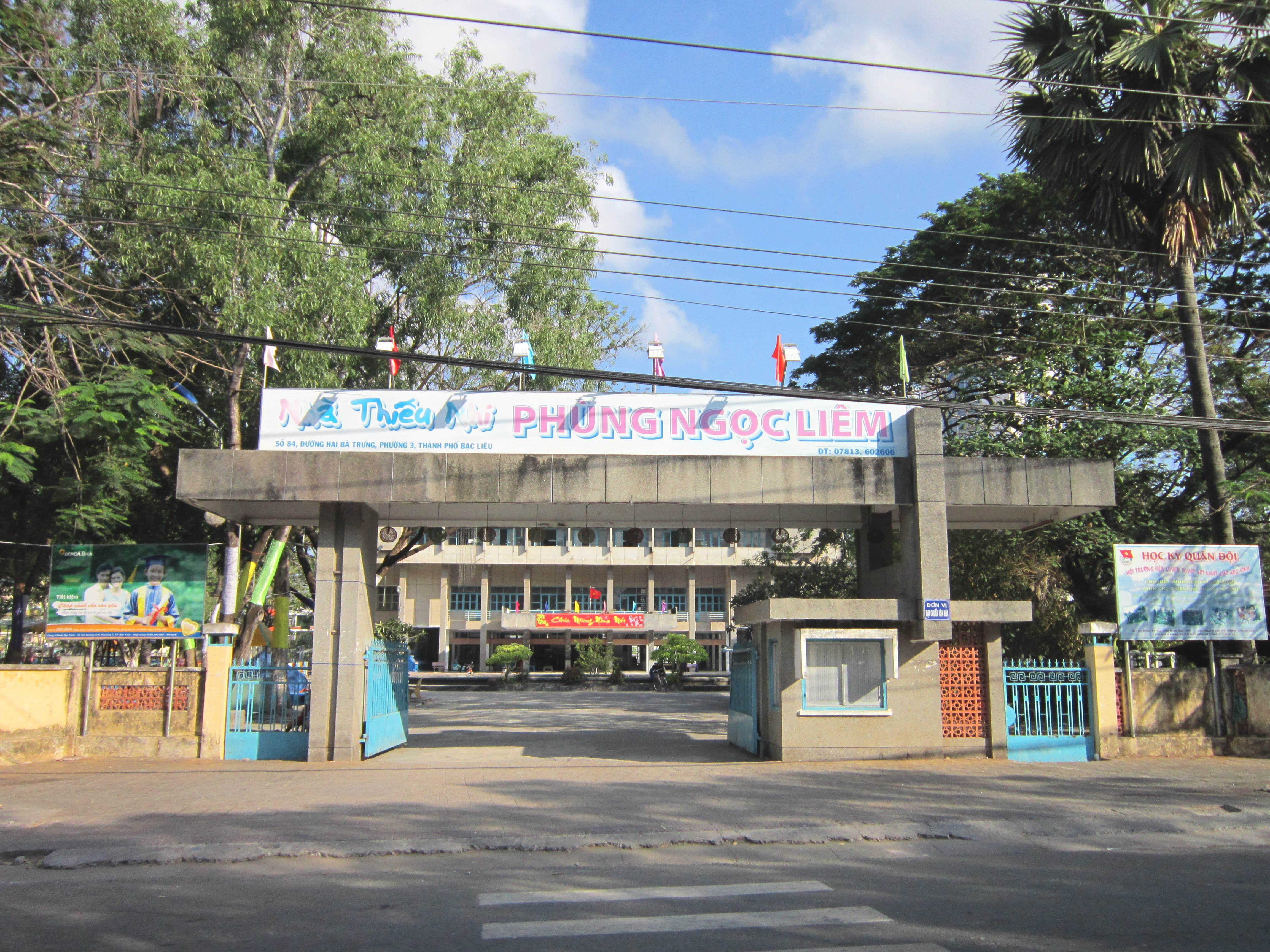
Nhà thiếu nhi Phùng Ngọc Liêm ở thành phố Bạc Liêu

Phường 7 nằm ở phía tây bắc thành phố Bạc Liêu, có vị trí địa lý:
- Phía đông giáp Phường 1
- Phía tây giáp Phường 8
- Phía nam giáp Phường 3
- Phía bắc giáp huyện Vĩnh Lợi.

Phường 7 có diện tích 2,96 km², dân số năm 2022 là 19.802 người, mật độ dân số đạt 6.689 người/km².

## Hành chính
Phường 7 được chia thành 6 khóm: 1, 2, 3, 4, 5, 6.

## Lịch sử
Sau năm 1975, Phường 7 thuộc thị xã Bạc Liêu, tỉnh Bạc Liêu.
Ngày 29 tháng 12 năm 1978, Hội đồng Chính phủ ban hành Quyết định số 326-CP. Theo đó, Phường 7 thuộc thị xã Minh Hải, tỉnh Minh Hải.
Ngày 17 tháng 5 năm 1984, Hội đồng Bộ trưởng ban hành Quyết định số 75-HĐBT về việc đổi tên thị xã Minh Hải thành thị xã Bạc Liêu thuộc tỉnh Minh Hải. Khi đó, Phường 7 thuộc thị xã Bạc Liêu.
Ngày 2 tháng 2 năm 1991, Ban Tổ chức Chính phủ ban hành Quyết định số 51/QĐ-TCCP về việc sáp nhập Phường 4 vào Phường 7.
Ngày 6 tháng 11 năm 1996, Quốc hội ban hành Nghị quyết về việc chia tỉnh Minh Hải thành tỉnh Bạc Liêu và tỉnh Cà Mau. Khi đó, Phường 7 thuộc thị xã Bạc Liêu, tỉnh Bạc Liêu.
Ngày 13 tháng 5 năm 2002, Chính phủ ban hành Nghị định số 55/2002/NĐ-CP về việc thành lập Phường 1 trên cơ sở điều chỉnh 582,6 ha diện tích tự nhiên và 17.568 nhân khẩu của Phường 7.
Sau khi điều chỉnh địa giới hành chính, Phường 7 còn lại 305,37 ha diện tích tự nhiên và 16.066 nhân khẩu.
Ngày 27 tháng 8 năm 2010, Chính phủ ban hành Nghị quyết số 32/NQ-CP về việc thành lập thành phố Bạc Liêu thuộc tỉnh Bạc Liêu. Phường 7 trực thuộc thành phố Bạc Liêu.
Năm 2014, Phường 7 được công nhận phường đạt chuẩn văn minh đô thị.

## Giao thông
- Đường tránh Quốc lộ 1
- Đường Nam Sông Hậu
- Đường Trần Phú (Quốc lộ 1 cũ)
- Đường Trần Huỳnh
- Đường Võ Thị Sáu
- Đường 23 tháng 8 (Quốc lộ 1 cũ)
- Đường Nguyễn Đình Chiểu
- Đường Bà Huyện Thanh Quan
- Đường Hùng Vương
- Đường Võ Văn Kiệt
- Đường Tôn Đức Thắng
- Đường Nguyễn Hữu Nghĩa
- Đường Ung Văn Khiêm
- Đường Nguyễn Việt Khái
- Đường Lê Đại Hành
- Đường Nguyễn Trường Tộ
- Đường Bế Văn Đàn
- Đường Kim Đồng
- Đường Lê Thị Riêng
- Đường Nguyễn Hồng Khanh
- Đường Nguyễn Thông.